# شيروغومي
شيروغومي (باليابانية: 株式会社白組، بالروماجي: Kabushiki-gaisha Shirogumi) (بالإنجليزية: Shirogumi)‏ هو استوديو رسوم متحركة ياباني، تأسس في 28 أغسطس عام 1974، ويقع مقره في شيبويا في مدينة طوكيو.

## التاريخ
في عام 1973 أسسه تاتو شيمامورا تحت اسم تاتسو استوديو، لتوسيع الأعمال التجارية تم حل الاستوديو ووجدت الشركة معروفة اليوم. تمتلك الشركة تكنولوجيا  رسومات حاسوبية وVFX ، لذلك أنتجوا العديد من أفلام الحركة الحية الأصلية مثل Juvenile وReturner. أنتجوا أول إنتاج للأنمي موياشيمون في عام 2007. بصرف النظر عن المقر الرئيسي في أوياما، ميناتو، طوكيو، تمتلك الشركة استوديو فرعي يقع مقره في تشوفو طوكيو، ولديهم أيضًا العديد من الاستوديوهات الفرعية في طوكيو. من أجل تطوير الموارد البشرية، تعاونون مع Human Holdings Co. Ltd لتأسيس Shirogumi Human Studio في تاكادانوبابا، شينجوكو، في عام 2004.

## أعمال الاستوديو

### مسلسلات أنمي تلفزيونية
- موياشيمون (2012)
- إيتوتاما (2015 بالتعاون مع إينكوراج فيلمز)
- أوراهارا (2017 بالتعاون مع إي إم تي سكويريد)
- ريفيجنز (2019)[3]

### أفلام أنمي
- جامبا: جامبا تو ناكاما - تاشي (2015)

## وصلات خارجية
- الموقع الرسمي
- شيروغومي على موقع ANN company (الإنجليزية)